# Musca ethiopica
Musca ethiopica este o specie de muște din genul Musca, familia Muscidae, descrisă de Zielke în anul 1973.
Este endemică în Etiopia. Conform Catalogue of Life specia Musca ethiopica nu are subspecii cunoscute.